# Champdor
Champdor is een voormalige gemeente in het Franse departement Ain in de regio Auvergne-Rhône-Alpes en telt 425 inwoners (1999). De oppervlakte bedraagt 17,7 km², de bevolkingsdichtheid is 24,0 inwoners per km². De gemeente is op 1 januari 2016 gefuseerd met de gemeente Corcelles tot Champdor-Corcelles.

## Demografie
Onderstaande figuur toont het verloop van het inwoneraantal van Champdor vanaf 1962.
Vanwege een beveiligingsprobleem met de MediaWiki Graph-software is het momenteel niet mogelijk deze grafiek weer te geven. Zodra de software is bijgewerkt zal de grafiek vanzelf weer zichtbaar worden.